# 162059 Meszaros
162059 Meszaros este o planetă minoră (asteroid) din centura de asteroizi. A fost descoperită pe 13 ianuarie 1997 la Observatorul Kleť de Observatorul Kleť și a fost numită după Mészáros Attila⁠(d). 
Obiectul prezintă o orbită caracterizată de o semiaxă mare de 3,1854295324727 UAi, o excentricitate de 0,23188861367136, o înclinație de 7,1852742078085 ° în raport cu ecliptica.